# Kyrkbänk

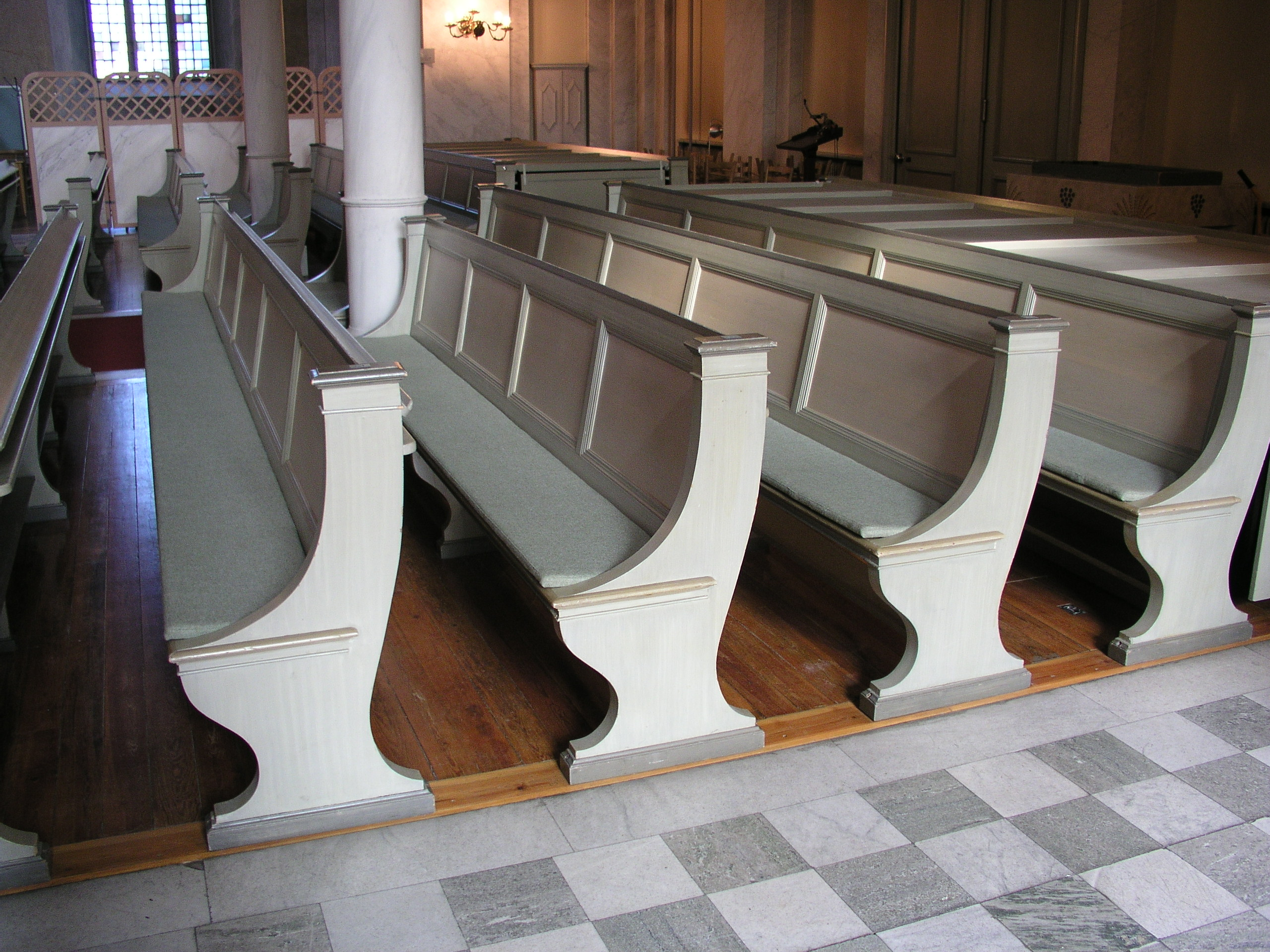
Öppna bänkar i rader i en kyrka.

En kyrkbänk är en lång bänk i en kyrka, som kyrkobesökarna sitter på under gudstjänst.
Bänkinredning finns ofta i kyrkans långhus. Bänkar kan också finnas på läktaren. En korbänk är en kyrkbänk som är placerad i kyrkans kor (jämför korstolar). Bänkinredningen kan vara öppen eller sluten (kallas öppen bänkinredning respektive sluten bänkinredning). Sluten bänkinredning innebär att det finns en dörr att stänga, så att varje bänkrad är som ett bås.
Inte alla kyrkor använder bänkar. I östortodoxa kyrkor står man upp under en gudstjänst eller liturgi.

## Bilder

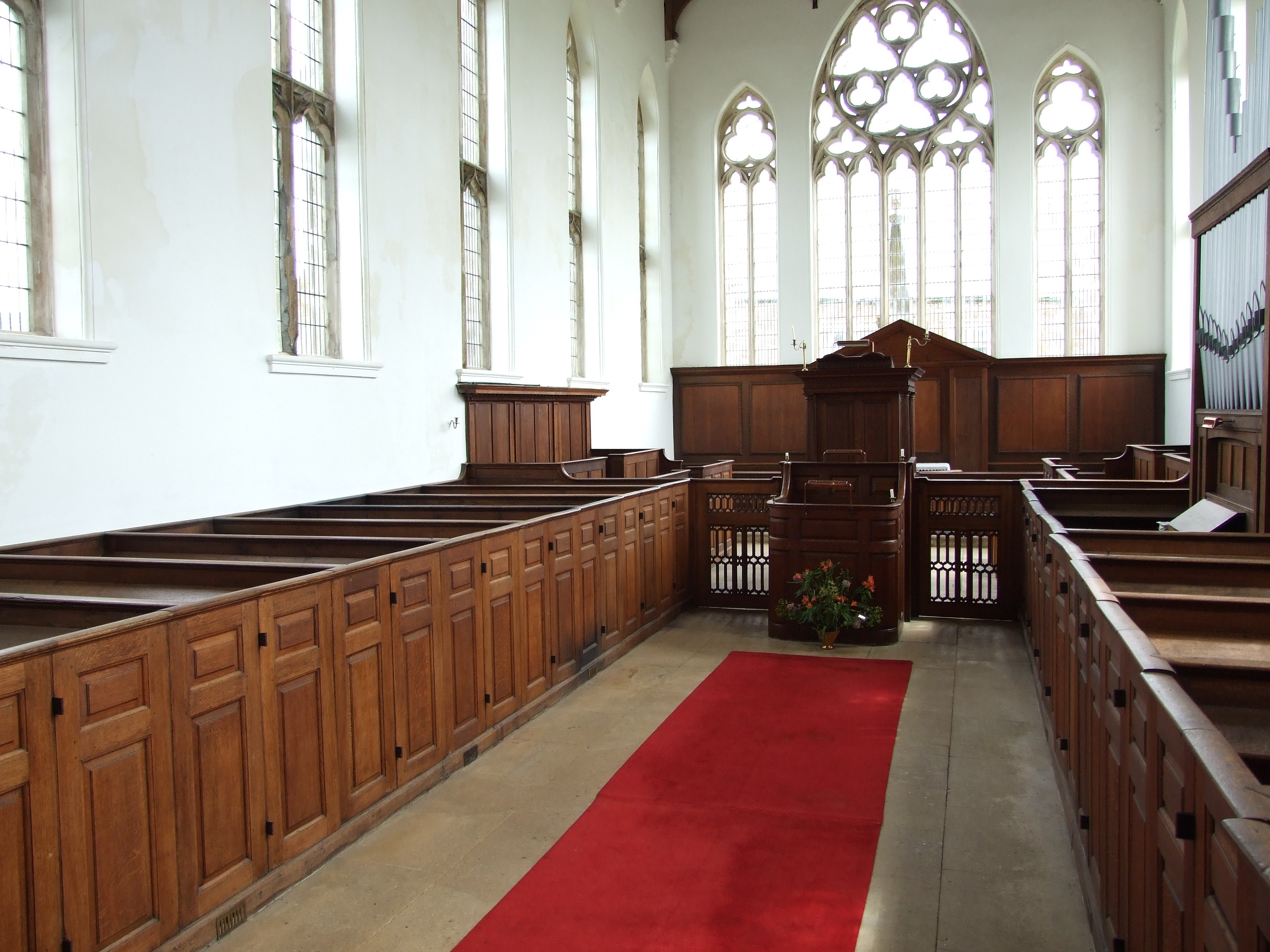
Slutna bänkar i St John, King's Norton, Leicestershire.
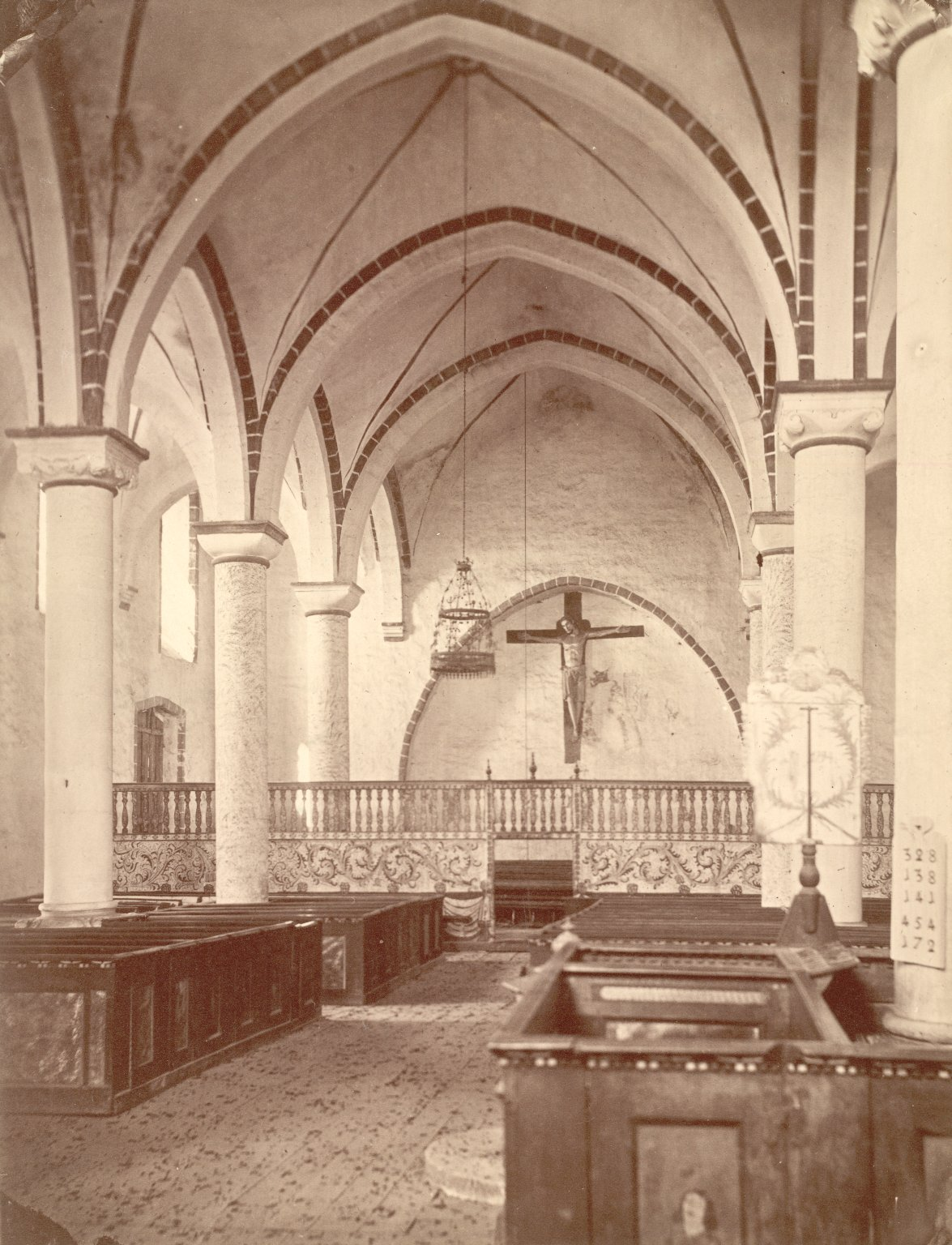
Interiören i en kyrka på Gotland på 1800-talet.
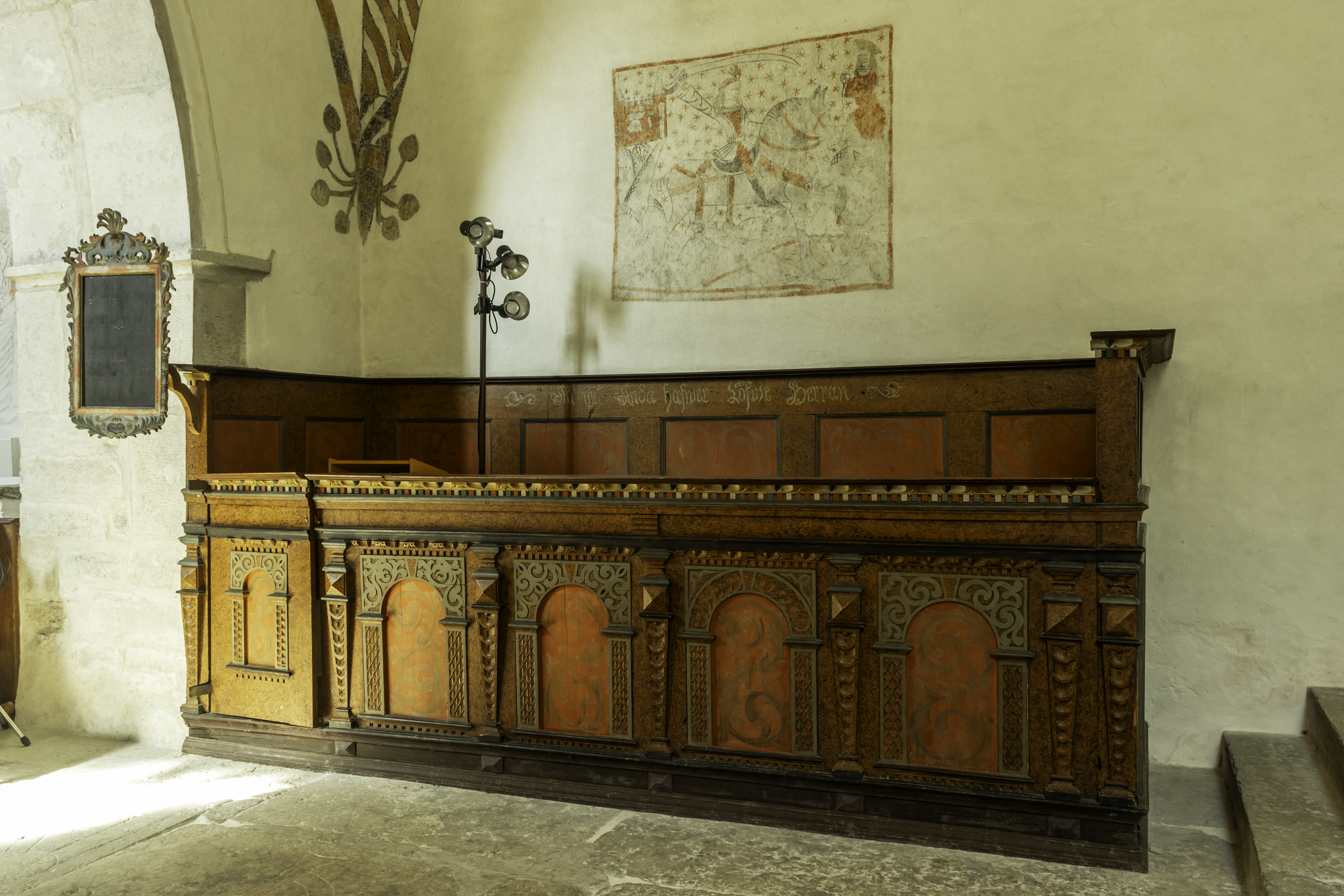
Korbänk i Väskinde kyrka på Gotland.